# Al Labbah
Al Labbah es una ciudad en el Distrito de Al Wahat en el noreste de Libia. Desde 2001 hasta 2007 fue parte del Distrito de Ajdabiya. Desde 1983 hasta 1987 fue parte del Distrito de Jalu.